# Solenidiopsis tigroides
Solenidiopsis tigroides là một loài thực vật có hoa trong họ Lan. Loài này được (C.Schweinf.) Senghas miêu tả khoa học đầu tiên năm 1986.